# Nakajima Ki-19
Nakajima Ki-19 (中島 キ19 Ki-jyukyu) là một mẫu thử máy bay ném bom hạng nặng của hãng Nakajima Aircraft Company. Được chế tạo năm 1935 nhằm thay thế cho loại Mitsubishi Ki-1.

## Biến thể
- Ki-19
- N-19

## Quốc gia sử dụng
Nhật Bản
- Không quân Lục quân Đế quốc Nhật Bản
- Domei Tsushin

## Tính năng kỹ chiến thuật (Ki-19)
Dữ liệu lấy từ Japanese Aircraft, 1910-1941
Đặc điểm tổng quát
- Kíp lái: 5
- Chiều dài: 15 m (49 ft 2½ in)
- Sải cánh: 22 m (72 ft 2 in)
- Chiều cao: 3,65 m (11 ft 11¾)
- Diện tích cánh: 62,694 m² (674,854 ft²)
- Trọng lượng rỗng: 4.750 kg (10.472 lb)
- Trọng lượng có tải: 7.150 kg (15.763 lb)
- Động cơ: 2 × 2x Nakajima Ha-5, 660 kW (890 hp)  mỗi chiếc

 Hiệu suất bay 
- Vận tốc cực đại: 352 km/h trên độ cao 3,050 m (219 mph trên độ cao 10.000 ft)
- Vận tốc hành trình: 300 km/h (186 mph)
- Tầm bay: 4.000 km (2.845 mi)
- Tải trên cánh: 113,5 kg/m² (23,3 lb/ft²)

Trang bị vũ khí

- Súng: 3× súng máy Type 89 7,7 mm (0.303 in)
- Bom: 1.000 kg (2.205 lb) bom